# Сакаи, Сихо
Сихо Сакаи (яп. 酒井 志穂 Сакаи Сино, род. 1 декабря 1990) — японская пловчиха, специализирующаяся в плавании на спине на дистанциях в 50, 100 и 200 метров, чемпионка Азиатских игр и Летних Универсиад.
Родилась в 1990 году в Кога префектуры Фукуока. В 2009 году стала чемпионкой Универсиады. В 2010 году завоевала две серебряных медали Азиатских игр. В 2011 году вновь стала чемпионкой Универсиады В 2014 году стала чемпионкой Азиатских игр.